# 1075
1075 (MLXXV) fue un año común comenzado en jueves del calendario juliano.

## Acontecimientos
- Alfonso VI de León establece la diócesis de Burgos como continuación canónica de la antigua diócesis de Oca.

## Nacimientos
- Lotario II, emperador del Sacro Imperio Romano Germánico.
- Orderico Vital, cronista inglés.
- Ramiro II El Monje, rey de Aragón